# 구혜리 (배우)
구혜리(1989년 11월 2일 ~ )는 대한민국의 희극 배우이다. 급식왕에서 이계인 역을 맡고있다.

## 출연 작품

### 방송
- 웃찾사 (SBS)
  - 싸랑해요꼬레아
  - 우주특공대
  - 중년의 로망
  - 배우는 배우다
  - 조아염
  - 누가 진상인가
- 딩동댕 유치원 (EBS1)